# Egri borvidék
Az Egri borvidék Magyarország egyik történelmi borvidéke. Északkelet-Magyarországon az Egri-Bükkalja déli lankáin, Heves vármegye területén helyezkedik el, egyes részei Borsod-Abaúj-Zemplén vármegye területére nyúlnak át. A 22 160 hektár (ebből 18 302 ha I. osztályú) teljes területéből napjainkban mintegy 6000 hektár a szőlőültetvény. A borvidék névadója és központja Eger, amely mellett további 19 község tartozik hozzá. A borvidéki szőlő- és borkultúra közel 1000 éves múltra tekint vissza, ami alapvetően meghatározta és meghatározza ma is az itt élő emberek életét.

## Részei, hegyközségei
Az Egri borvidék körzetei és borvidéki településeinek listája (9/2006. FVM rendelet), valamint néhány ismertebb termőhely (dűlő) megnevezése:
- Debrői körzet:
  - Aldebrő,
  - Feldebrő,
  - Kompolt,
  - Tarnaszentmária
  - Tófalu,
  - Verpelét: Közép-bérc, Padok, Szent János-völgy
- Egri körzet:
  - Andornaktálya: Nagyvölgy
  - Demjén: Hangács
  - Eger: Almagyar, Kis-Eged, Kőlyuktető, Mész-hegy, Nagy-Eged hegy, Nagygalagonyás, Ráchegy, Síkhegy, Szarkás-tető, Vidra, Felnémet, Czigléd
  - Egerbakta: Ordas-tető
  - Egerszalók: Ferenc-hegy, Kovászó, Magyalos, Paptag
  - Egerszólát: Ádám-tető, Boldogságos, Kamra-völgy, Kistó-völgy, Prédahegy-tető, Tagi, Tóbérc, Szarvas
  - Felsőtárkány,
  - Kerecsend,
  - Maklár,
  - Nagytálya,
  - Noszvaj: Csókás, Kőkötő, Tekenőhát, Nyilas-már, Nagyfai
  - Novaj: Juhszalagos
  - Ostoros: Pajados, Kutya-hegy
  - Szomolya: Borda-hegy, Gyűr, Nagyvölgy, Szérőhely, Ispán-berki

## Története

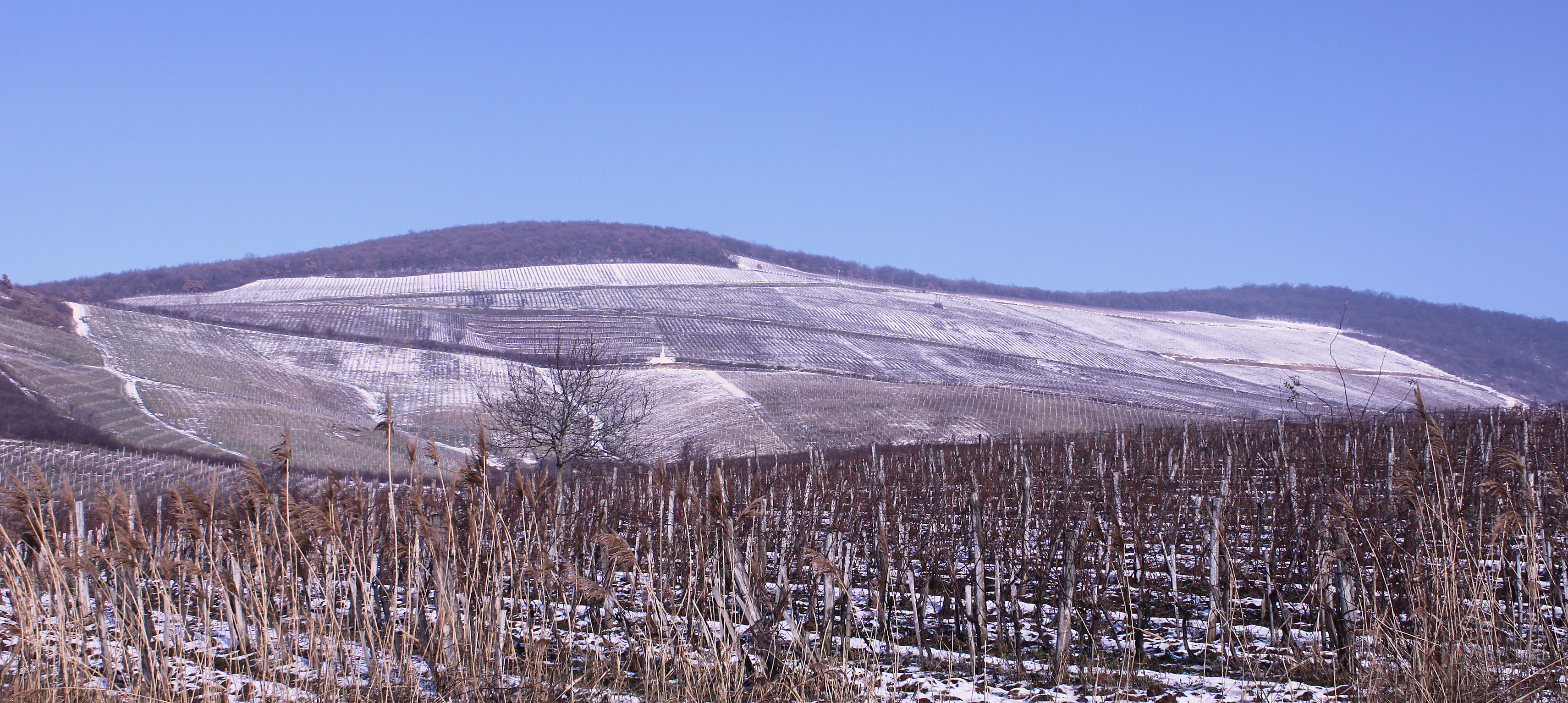
A híres Nagy-Eged hegy, elsőrangú termőterület látképe

Eger városának alapítása kb. a 10. századra tehető, a szőlőtermesztés valószínűleg a 11. században honosodott meg a környéken, amelyben nagy szerepe lehetett az I. István által 1004-ben alapított egri püspökségnek. A szőlőtermesztésnek és borkészítésnek nagy lendületet adott a tatárjárást követő időszakban betelepült vallonok megjelenése, ők honosították meg a szőlő francia művelési módját és a fahordó használatát. A környéken megtelepedett ciszterci szerzetesek a 13. században már Egerből fedezték borszükségletüket.
A szőlőtermesztés és a belőle készült borral való kereskedelem a 16. századra vált meghatározóvá a vidéken. A borkészítést a török hódoltság és az egri vár 1596-os elesése visszavetette ugyan, de nem szüntette meg. Ebben az időben fehérborok készítése jellemezte a vidéket. A héjon erjesztett vörösbor készítésének technológiáját és a kadarka szőlőfajtát is a törökök elől menekülő rácok hozták magukkal. A szőlőművelést a 91 éves török uralom idején se hagyták abba: a törökök ugyan nem nagyon itták a bort, de eladásából komoly bevételhez jutottak. Eközben a vörösborszőlő fajták egyre több teret nyertek, a fehérborszőlők termesztése visszaszorult.
A város visszafoglalása után lakossága rohamosan nőtt, gazdasága pedig alig húsz év alatt gyakorlatilag monokultúrássá vált: egyértelműen a szőlő- és bortermelésre alapozott. A szőlőhegyek többségének jelenleg is használt neve a 17. század végén és a 18. században alakult ki, már ekkori források említik például az Eged, és Rác szőlőhegyeket. A legöregebb pincék is ebből az időszakból származnak.
Mivel a katolikus egyházi szertartások elengedhetetlen kelléke a bor, az egri püspökök, illetve érsekek később is gondot fordítottak a bortermelésre. Az első pincéket az egri püspök birtokairól borban beszedett tizedet és az egyházmegyéből begyűjtött dézsma tárolására vájták a könnyen faragható riolittufába.
A 18. század elején a szőlőtermesztés már szabályozott körülmények között zajlott, a hegyrendészet szervezését és ellenőrzését Eger város bírája és tanácsa végezte. Meghatározták például a szüret időpontját, a napszámosok bérét és munkaidejét, ellátásuk módját, valamint összeírókat rendeltek ki és megszervezték a szőlők őrzését.
Az egri borgazdaság fénykora a 18-19. századra tehető, amikor is már nagyrészt vörösbort termeltek, kisebb részben világosabb színű siller típusú bort és kevés fehérbort készítettek. Egy 1828-as évi egri beszámoló szerint a teljes termelésnek összesen 2%-a volt fehérbor. A filoxéra megjelenése előtti források és összeírások számos szőlőfajta nevét említik, ezek közül Martonffy Károly és Borovszki Samu az egri szőlőműveléssel foglalkozó munkájukban a kék kadarkát és változatait (kereklevelű, lúdtalpú), valamint a rakszőlő, vagy fehér frankos, a juhfark és a piros bakator fajtákat jelölik meg, mint legnagyobb területen termesztett fajtákat. Ebben az időben az ültetvények szerkezet szerint vegyesek voltak, azaz több fajtát vegyesen termesztettek egy-egy területen, majd együtt szüretelték és dolgozták fel a gyümölcsöt.

### A filoxérától a második világháborúig
A filoxéra 1886-ban tűnt fel Egerben, és a szőlők nagy részét elpusztította. A katasztrófát követő első szőlőrekonstrukció (1880-1910) során jellemzővé vált, hogy az eltérő fajtákat külön táblákban telepítették. Ekkor jelentek meg a borvidéken a nagyburgundi, a kékfrankos, a kékoportó, valamint kisebb területen a cabernet sauvignon, a cabernet franc és a merlot, sőt a nagyrészt festőborként használt othello fajta is. A termésbiztonság és az olcsó művelhetőség miatt nagyobb területeken telepítettek direkttermő fajtákat is. Az egri bikavér készítésében később kiemelt szerepet kapó medoc noir szőlőfajta is ekkor került a borvidékre.
Az első világháborút követő nehéz gazdasági időszakban, majd a gazdasági világválság hatására fennálló tőke- és munkaérőhiány, valamint a növényvédőszerek hiánya miatt az igénytelenebb szőlőfajtákat termelték, jelentősen emelkedett a fehérborok szerepe.

### A második világháborútól a rendszerváltásig
A második világháború utáni államosítások eredményeként egy nagy borkombinátot (Egervin) hoztak létre, amely főleg a tömegtermelt, igénytelen borok készítésére rendezkedett be. A szőlőt nagyüzemi módszerekkel termelték meg, a túlterhelt tőkék és a túl korai szüret okán az alapanyag gyakran éretlen volt, ami miatt a cefrét cukrozták, sőt gyakran avináltak is (finomszesszel növelték az alkoholtartalmat). Az egyetlen cél a minél nagyobb mennyiség megtermelése volt. A nagyüzemi módszerek miatt a szőlőtermesztés lehúzódott a könnyebben megművelhető, ámbár kevésbé jó termőhelyekre, számos neves dűlőt (például a híres Nagy-Eged hegyet) kivontak a termelésből. Az ismert márkanév miatt a megtermelt vörösborok jelentős része egri bikavér (illetve angolul bull's blood, vagy németül Stier-Blut stb.) néven került forgalomba, és ebből tudatosan exportmárkát faragtak.
A második ötéves terv időszakában Egerben nagy területen rekonstruálták a szőlőket, ekkor terjedt el a középmagas és magas kordonművelés. A gazdaságtalan művelhetőség és boruk gyengének tartott minősége miatt a kadarka és a medoc noir kiszorult a termelésből, helyüket a cabernet sauvignon és a cabernet franc vette át. Az 1978-1980-as időszakban, az un. Bikavér-programban újabb jelentős területen telepítettek szőlőt — főleg a nagyüzemi, igénytelen termesztő eljárásoknak legjobban megfelelő kékfrankos, zweigelt, kékoportó és merlot fajtákat. Ebben az időszakban a borok gyakran nem kaptak fahordós érlelést, az acél- és betontartályokban tárolás lett a jellemző.
A gyenge minőség okán az egri borok hírneve mind belföldön, mind külföldön egyaránt jelentősen megcsappant. A gyakran „férfiasnak” mondott egri bor valójában erősen savas, gyakran keserű és fanyar, nyers csersavtartalmú, híg bor volt.
A rendszerváltás előtt a debrői körzet beolvasztásával a borvidék szőlői összesen kb. 4 100 ha-ra nőttek, majd a szocialista piacok elvesztésével ez a 90-es évek végéig több száz hektárral csökkent.

### A rendszerváltástól napjainkig
A minőségi borkultúra a rendszerváltás után került újra előtérbe; a nagy állami borkombinát mellett több száz közepes és kis borászatot alapítottak, és megjelent néhány úgynevezett csúcsborászat is. Ezek látványos fejlődésével javult a borvidék borainak minősége és megítélése. A 90-es évek végére jelentősen nőttek a kékfrankos, a cabernet sauvignon és a merlot fajták ültetvényei, nagyobb területen jelentek meg a pinot noir és syrah fajták. Ennek megfelelően csökkent a szocialista korszakban erőltetett kékoportó és zweigelt fajták részesedése.
Egyúttal a hagyományos és az új fajtákat újratelepítették az egykori legjobb termőhelyekre (Egerben: Nagy-Eged hegy, Pajdos), jelentősen növelve ezzel a szőlőültetvények területét. Napjainkban a borvidéken kb. 6200 ha szőlőültetvény található.
Meghonosították a fejlett borkultúrákban bevezetett, úgynevezett eredetvédelmi rendszert, amely szabályozza és ellenőrzi az „egri” földrajzi megnevezés használatát (lásd a „Az Egri borvidék védett eredetű borai” c. szakaszt, valamint az egri bikavér cikket).
Természetesen a második világháború és a rendszerváltás közötti időszakban rögzült szokásoktól sem a termelőket, sem a fogyasztókat nem könnyű megszabadítani. A borvidéken továbbra is nagyon jelentős a nagyüzemi, minőségi megfontolások és valódi szakértelem nélküli szőlőtermesztés és borkészítés. Ezekből a borokból – főként bikavér néven – sokat értékesítenek kül- és belpiacainkon, és ez nehezíti az egyelőre meglehetősen kevés, de valóban világszínvonalú borokat előállító termelő azon törekvését, hogy az egri borvidéket ismét a nemzetközi figyelem középpontjába emelje.

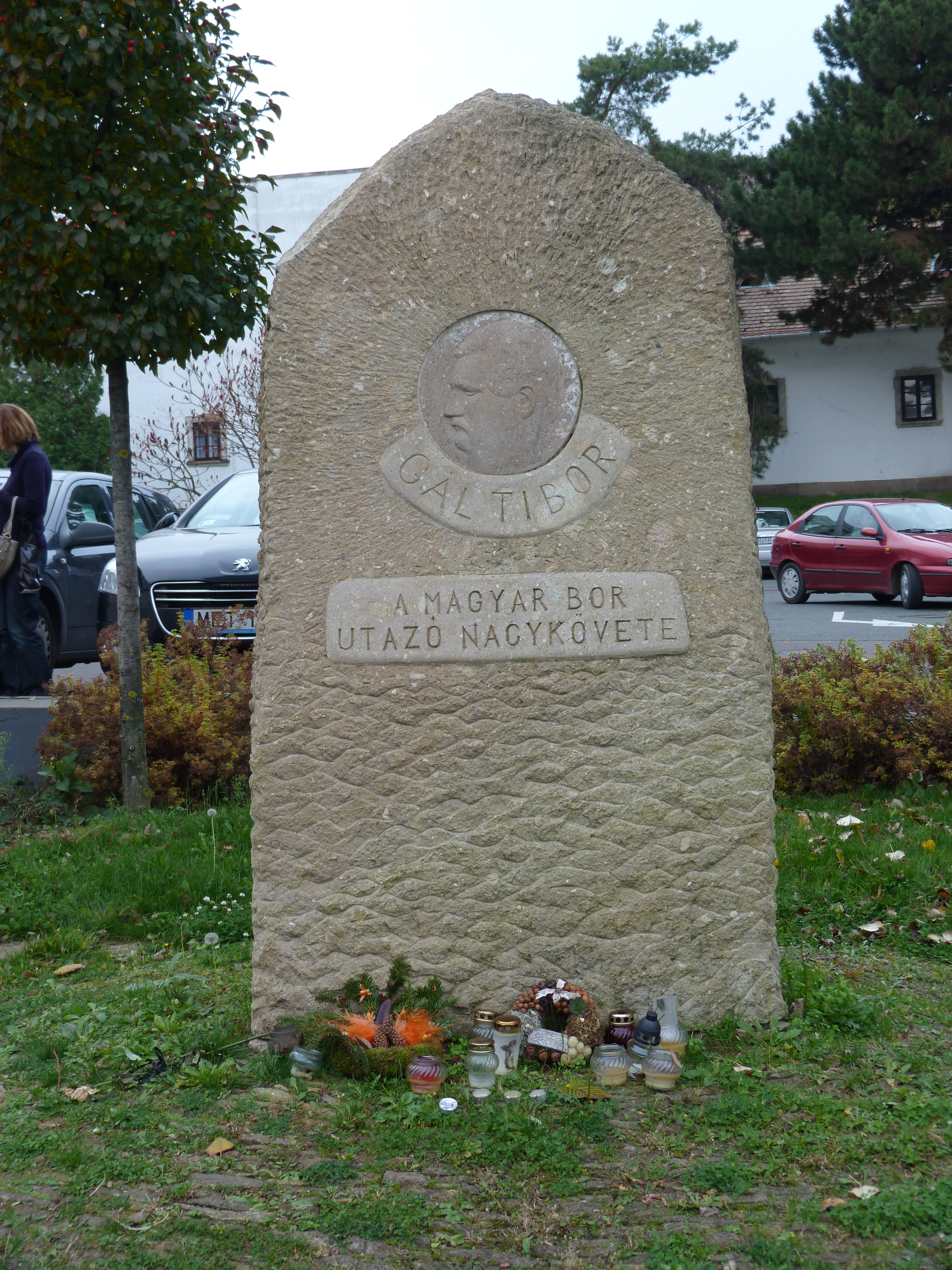
Gál Tibor emlékműve

## Alapkőzet, talajképző üledék, talaj
A borvidék területének legnagyobb részét miocén korú riolittufa borítja; jóval kisebb az eocén mészkő márga, valamint oligocén agyagmárga elterjedési területe. A tufa eluviális málladékából fekete, mészszegény nyirok, barnaföld, illetve agyagbemosódásos vagy Ramann-féle barna erdőtalaj alakul ki.

## Eger pincéi

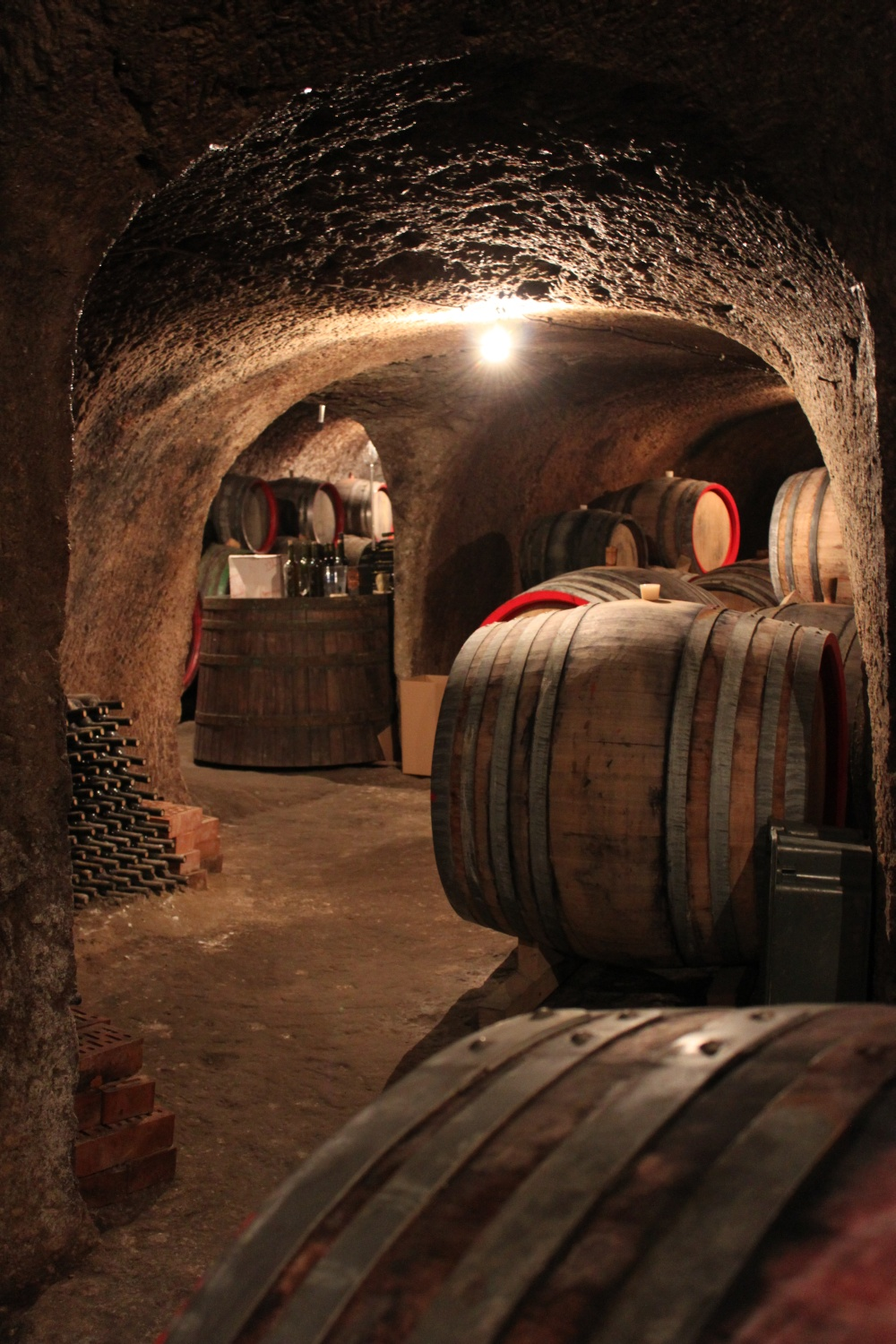
Tipikus tufába vájt pince az egri borvidéken

A jó minőségű egri bor készítésében nem csupán a gondosan megválasztott területeknek, a szőlőfajtáknak, a borvidéki klímának és szakértelemnek, de a jó pincéknek is kiemelkedő szerepe van. Egerben nem volt szokás a szőlőben borházat és pincét tartani, a szőlőt „kádra” szedték és hazavitték a városban található borházakba és pincékbe. A várban és a belváros területén található pincék egy része már a 15-16. században létezett, a külső területek (úgynevezett „hóstyák”) pincéi a török hódoltság után a 18-19. században épültek.
Az egri pincék formája nagyon változatos, ez függhet a pince építtetőjének társadalmi és gazdasági helyzetétől, illetve az építés időszakától. A pincék túlnyomó részét riolittufába vágták, amely könnyen alakítható és önmagában állékony, nem igényli a pincefödém külön megtámasztását. A borvidéken emellett találunk kemény homokkőbe és darázskőbe vájt pincéket is.
A pincék előtt borházra csak a módosabb gazdáknak tellett, általában ezeket is kőbe vágták, az épített borház Egerben ritkaságnak számított. A szegényebb rétegek pincéi az 5-10 méter mélyen elhelyezkedő pinceághoz vezető torokkal kezdődtek. Voltak közös pincetorkok is, amelyek több gazda pinceágához vezettek. Borház hiányában az ilyen pincékben nem volt hely a szőlő feldolgozásához szükséges felszereléseknek, így a szőlőt otthon, háznál dolgozták fel, majd szállították a pincékbe.
Már a 18. században megengedték, hogy a gazdák a pincében mérjék saját borukat. Általános volt a pincejárás, vagy a pinceszerezés, amely a pincék csoportos látogatását jelentette. Az egri gazdák büszkék voltak pincéjükre, amely a kemény munka mellett társasági események színhelye is volt. Találóan mondja az ismert egri szólás: „Gazdáé a pince, asszonyé a pénz”.

## Éghajlata
Az ország egyik legaszályosabb (legszárazabb) és leghűvösebb éghajlatú borvidéke, amit észak felől a Bükk-vidék központi hegyvonulata véd a hideg légáramlatoktól. Viszonylag későn tavaszodik. A vörösborok termelésének főleg a délnek, délnyugatnak néző lejtők mikroklímája kedvez.
Évi csapadék mennyisége: 550–600 mm
Éves középhőmérséklet: 10.5 °C
Évi napsütéses órák száma. 1900-2000 óra

## Szőlő- és borfajtái
A szőlőfajták tekintetében Eger egy rendkívül sokszínű borvidék, a megszámlálhatatlan számú termesztett szőlőfajtát a vidék történelme, a fél évszázados szocialista gazdálkodás, valamint a rendszerváltás óta eltelt időszak fogyasztási trendjei magyarázzák. A leggyakrabban telepített, illetve a legjobb minőségű borokat adó szőlőfajták:
- Fehérszőlő: olaszrizling, chardonnay, hárslevelű, leányka.
- Kékszőlő: kékfrankos, merlot, cabernet franc, pinot noir, portugieser, kadarka és cabernet sauvignon.

A borvidéken engedélyezett szőlőfajták listáját lásd a Borok meghatározásnál.
A borvidék leghíresebb bora a több vörösborszőlő borának házasításával készülő egri bikavér, ami egy testes, karakteres, jó savgerinccel rendelkező házasított bor. Valaha a kadarka különböző változatai domináltak benne, ma gyakran a kékfrankos, illetve a cabernet franc és cabernet sauvignon, valamint Eger egyéb, engedélyezett szőlőfajtái. A borvidékről számos védett eredetű bor származik, amelyek körét és előállításuk módját a 102/2009. FVM rendelet szabályozza.

### Az Egri borvidék védett eredetű borai
A védett eredetű borok szabályozása két fő kategóriát határoz meg:
- védett eredetű klasszikus bor: meghatározott szabályok szerint (művelésmód, tőketerhelés, max. 90hl/ha hozam, min. alkoholtartalom, stb.), az I. és II. termőhelyi kataszteri osztályában szereplő szőlőültetvényeken termett szőlőkből készített bor, a chardonnay, cserszegi fűszeres, hárslevelű, irsai olivér, királyleányka, leányka, olaszrizling, ottonel muskotály, pinot blanc, rajnai rizling, sárga muskotály, sauvignon blanc, szürkebarát, tramini, zenit, bíborkadarka, blauburger, cabernet franc, cabernet sauvignon, kadarka, kékfrankos, kékoportó, menoire, merlot, pinot noir, syrah, turán vagy zweigelt szőlőfajtákból.
- védett eredetű superior bor: meghatározott, a klasszikus kategóriánál szigorúbb követelmények szerint (művelésmód, tőketerhelés, max. 60hl/ha hozam, min. 12,83% alkoholtartalom, stb.), az I. és II/1. termőhelyi kataszteri osztályban szereplő szőlőültetvényeken termett szőlőkből készített, kizárólag üvegpalackban forgalomba hozható védett eredetű bor, amelyen borvidéki dűlő neve is feltüntethető, amennyiben a szőlő 100%-ban egy területről származik. Superior bor előállítása chardonnay, hárslevelű, királyleányka, leányka, olaszrizling, pinot blanc, rajnai rizling, sauvignon blanc, szürkebarát, tramini, blauburger, cabernet franc, cabernet sauvignon, kadarka, kékfrankos, portugieser, menoire, merlot, pinot noir, syrah, turán vagy zweigelt szőlőfajtákból lehetséges.

#### Védett eredetű borok megjelölése
- „Eger” megjelölésű, beleértve a következőket: egri bikavér, valamint „egri” + engedélyezett szőlőfajta feltüntetése, továbbá egri siller vagy egri muskotály megjelöléssel klasszikus vagy superior bor.
- Debrői hárslevelű: Aldebrő, Feldebrő, Tarnaszentmária és Tófalu települések valamennyi termőhelyéről, valamint Verpelét település egyes termőhelyeiről származó klasszikus vagy superior bor a chardonnay, cserszegi fűszeres, hárslevelű, irsai olivér, királyleányka, leányka, olaszrizling, ottonel muskotály, pinot blanc, rajnai rizling, sárga muskotály, sauvignon blanc, szürkebarát, tramini és zenit szőlőfajtákból. A bor készítéséhez aszúsodott vagy töppedt szőlő is felhasználható.
- Egerszóláti olaszrizling: Egerszólát falu egyes termőhelyeiről származó, kizárólag olaszrizling fajtából előállított klasszikus vagy superior megjelölésű bor.

## Termelők
Az alábbi lista az Egri borvidék minőségi szempontból legjelentősebb pincészeteit és borászait sorolja fel, esetenként megjelölve a termelő specialitásait:
| Pincészet                                          | Tulajdonos                  | Kulcsemberek              | Település     | Szőlőterület (ha) | Megjegyzés                                                |
| -------------------------------------------------- | --------------------------- | ------------------------- | ------------- | ----------------- | --------------------------------------------------------- |
| Almagyar Érseki Szőlőbirtok                        |                             | Csutorás Ferenc           | Eger          |                   |                                                           |
| Besenyei Borház / Agria Borászat                   |                             |                           | Andornaktálya |                   |                                                           |
| Bolyki Pincészet                                   |                             |                           | Eger          | 26                | egri bikavér                                              |
| Böjt Borászat                                      |                             |                           | Ostoros       | 14                | egri bikavér, kékfrankos, egri csillag                    |
| Demeter borászat                                   | Demeter Csaba               |                           | Eger          | 7,5               |                                                           |
| Egri Korona Borház                                 | Rácz József                 |                           | Demjén        | 270               | 31 fajta                                                  |
| Eszterházy Károly Egyetem                          |                             | Hegyi Ádám                | Eger          |                   | egri bikavér                                              |
| Gajdos Pincészet Organikus Szőlőbirtok és Borászat |                             |                           | Egerszalók    |                   |                                                           |
| Gál Lajos Pincészete                               | Gál Lajos                   |                           | Egerszólát    |                   | dűlőszelektált olaszrizling, egri bikavér                 |
| Gál Tibor Pincészet                                | Gál Tibor                   |                           | Eger          | 37                |                                                           |
| Gróf Buttler                                       |                             |                           | Eger          | 36                | syrah, egri bikavér                                       |
| Greg-Vin                                           |                             |                           |               |                   |                                                           |
| Juhász Pincészet                                   |                             |                           | Egerszalók    |                   | rosé                                                      |
| Hagymási Pincészet                                 | Hagymási József             | Eger                      | 29            |                   |                                                           |
| Havas és Tímár Kézműves pincészet                  |                             |                           | Eger          | 1                 | cabernet franc (Franom)                                   |
| Kaló Imre                                          |                             |                           | Szomolya      |                   | kékfrankos, syrah, egri bikavér, cabernet franc           |
| Kiss Péter Családi Borászata                       | Kiss Péter                  |                           | Ostoros       | 4,5               |                                                           |
| Kovács Nimród Borászat                             |                             |                           | Eger          | 30                | pinot noir, chardonnay battonage, NJK                     |
| Kőporos Borászat Kft.                              | Simkó Zoltán                |                           | Eger          |                   |                                                           |
| Molnár Pincészet                                   |                             |                           | Eger          |                   |                                                           |
| Simon Pincészet                                    | Simon József                |                           | Eger          |                   |                                                           |
| Orsolya Pince                                      |                             |                           | Ostoros       |                   | kadarka                                                   |
| Ostoros – Novaj Bor Zrt.                           | Soltész Gergő               |                           | Ostoros       |                   |                                                           |
| Nyolcas és Fia Borház                              | Nyolcas Tamás, Nyolcas Ádám | Eger                      |               | 10                | kékfrankos, leányka                                       |
| Petrény Borászat                                   |                             |                           | Verpelét      |                   |                                                           |
| Pók Tamás Pincéje                                  | Pók Tamás                   |                           | Eger          |                   |                                                           |
| St. Andrea Szőlőbirtok                             | Lőrincz György              |                           | Egerszalók    | 45                | dűlőszelektált pinot noir és egri bikavér                 |
| Tarjányi Pince                                     | Tarjányi Gyula              |                           | Eger          |                   |                                                           |
| Tárkánybor Kft.                                    |                             |                           |               |                   |                                                           |
| Tóth Ferenc Pincészet                              | Tóth Ferenc, Tóth Katalin   |                           | Eger          | 30                | leányka, egri bikavér                                     |
| Thummerer Pince                                    | Thummerer Vilmos            | Lamport József (főborász) | Noszvaj       | 100               | merlot, egri bikavér                                      |
| Tóth István                                        |                             |                           |               |                   | egri bikavér                                              |
| Varsányi Pincészet                                 |                             |                           | Verpelét      | 75                | olaszrizling, debrői hárslevelű, egri bikavér, kékfrankos |
| Villa Wanda Bormanufaktúra                         |                             |                           |               |                   |                                                           |
| Vincze Béla Borászata                              |                             |                           | Eger          |                   |                                                           |